# Tlenek argonu berylu
Tlenek argonu berylu, tlenek argonowo-berylowy, ArBeO – nieorganiczny związek chemiczny, kompleks argonu z tlenkiem berylu, w przeszłości rozważany jako pierwszy odkryty związek chemiczny argonu.

## Przewidywania
Istnienie kompleksu tlenku berylu z argonem zostało przewidziane przez W. Kocha i G. Frenkinga w 1986 roku – obliczona siła wiązania kompleksu jest szacowana na 6,7 (7,0) – 10,12 kcal/mol. W 1991 roku opublikowano wyniki optymalizacji geometrii cząsteczki oraz obliczeń jej energetycznej i elektronowej charakterystyki wykonanej przy użyciu bazy funkcyjnej STO-3G w modelu perturbacyjnym Møllera-Plesseta drugiego rzędu.

## Dyskusja dotycząca udanej syntezy
W 1994 roku zespół kierowany przez Craiga A. Thompsona dokonał udanej syntezy kompleksu oraz opublikował jego dane spektralne. Obserwowane wartości liczby falowej dla drgań rozciągających wynosiły 1526,1 −1 dla 16O oraz 1497,7 cm−1 dla kompleksu zawierającego izotop 18O – wartości te były bardzo zgodne z wynikami przeprowadzonych prac obliczeniowych – 1516 cm−1 dla 16O oraz 1488,4 cm−1 dla 18O. Autor publikacji opisującej syntezę ArBeO nie zadeklarował, że jest to pierwszy „prawdziwie” chemiczny związek argonu, natomiast z prac teoretycznych wynika, że otrzymane indywiduum chemiczne jest kompleksem związanym wyłącznie w wyniku oddziaływań wzbudzonych dipoli.

## Podsumowujące wyniki badań
Istnienie kompleksu ArBeO potwierdzają również późniejsze wyniki prac teoretycznych zespołu Akiry oraz Linguerriego – drugi spośród wymienionych zespołów przewidział również istnienie szeregu podobnych metastabilnych kompleksów i jonów: ArBeO+, ArBeO2+, Ar2BeO, Ar2BeO+, Ar2BeO2+, Ar3BeO, Ar3BeO+ i Ar3BeO2+. Synteza tego kompleksu nie była chwilowym trendem zaobserwowanym w literaturze naukowej – zainteresowanie nim zostało również wyrażone w publikacjach zespołów Laia, Pana, Zoua, Tebaiego, Zhanga i Borocciego.